# Roberto Corral García
Roberto Corral García (Valladolid, España, 14 de septiembre de 1997) es un futbolista español que juega como lateral izquierdo. Actualmente se encuentra sin equipo.

## Trayectoria
Formado en la cantera del Real Valladolid Club de Fútbol, el 14 de mayo de 2016, hace su debut con el Real Valladolid Club de Fútbol Promesas, en un encuentro que acabaría por derrota por cuatro goles a dos frente al Real Club Celta de Vigo "B", en la jornada 38 del Grupo I de la Segunda División B de España.
En la temporada 2016-17, en las filas del Real Valladolid Club de Fútbol Promesas de la Real Valladolid Club de Fútbol de la Segunda División B de España, disputa 23 encuentros en los que anota un gol.
En la temporada 2017-18, con el filial vallisoletano disputa 26 encuentros, en la temporada 2018-19, disputa 35 encuentros en los que anota un gol y en la temporada 2019-20, disputa 17 encuentros.
El 18 de diciembre de 2019, debuta con el primer equipo del Real Valladolid Club de Fútbol, en un encuentro de la Copa del Rey frente al Tolosa CF que acabaría por cero goles a tres. El 11 de enero de 2020, volvería a jugar con el primer equipo en otro encuentro de Copa del Rey, esta vez frente al Marbella FC, al que vencería en la tanda de penaltis.
En la temporada 2020-21, el lateral izquierdo es cedido al CD Numancia de la Segunda División B de España, en el que juega 15 partidos y anota un gol.
Tras volver de su cesión, en agosto de 2021, rescinde su contrato con el Real Valladolid Club de Fútbol.
El 22 de enero de 2022, tras comenzar la temporada sin equipo, firma por el Korona Kielce de la I Liga, la segunda división polaca.
El 31 de marzo de 2023, firma por el F. C. Metalist Járkov de la Liga Premier de Ucrania, la primera división ucraniana.
El 29 de enero de 2024 fichó hasta final de temporada por el Sestao River de Primera Federación.

## Clubes
Actualizado al último partido disputado el 25 de mayo de 2024.
| Club                     | País          | Año           | Partidos | Goles |
| ------------------------ | ------------- | ------------- | -------- | ----- |
| Real Valladolid Promesas | España        | 2016-2021     | 102      | 2     |
| Real Valladolid C. F.    | España        | 2019-2021     | 2        | 0     |
| C. D. Numancia (cedido)  | España        | 2020-2021     | 15       | 1     |
| Korona Kielce            | Polonia       | 2022-2023     | 21       | 1     |
| F. C. Metalist Járkov    | Ucrania       | 2023          | 10       | 0     |
| Sestao River             | España        | 2024          | 9        | 0     |
| Total carrera            | Total carrera | Total carrera | 159      | 4     |